# Beat Zberg
Pour les articles homonymes, voir Zberg.
Beat Zberg est un coureur cycliste suisse né le 10 mai 1971 à Altdorf dans le canton d'Uri.
Son frère cadet Markus Zberg est aussi coureur cycliste professionnel. Leur sœur aînée Luzia Zberg fut aussi pro dans les années 1990 et porta le maillot rose de leader sur le Giro féminin.
Il travaille désormais comme coordinateur parcours et chauffeur des VIP sur le Tour de Suisse.

## Palmarès sur route

### Coureur amateur
- 1988
  - 2e du Grand Prix Rüebliland
- 1989
  -  Champion de Suisse sur route juniors
  - Grand Prix Rüebliland :
    - Classement général
    - 1re et 2e étapes

  - 3e du Tour du Pays de Vaud
  - 4e du championnat du monde sur route juniors
- 1990
  - Silenen-Amsteg-Bristen
  - 2e du Tour de Karstenberg
  - 2e du championnat de Suisse sur route amateurs
  - 3e du Grand Prix des Marronniers
- 1991
  - Grand Prix de La Londe-les-Maures
  - Annemasse-Bellegarde et retour
  - Tour de Wartenberg
  - Silenen-Amsteg-Bristen
  - 8e étape du Grand Prix Guillaume Tell
  - Championnat de Zurich amateurs
  - 2e du Grand Prix Guillaume Tell
  - 2e du Grand Prix des Marronniers
  -  Médaillé de bronze du championnat du monde sur route amateurs
  - 3e du Tour de Hegiberg

### Coureur professionnel
| - 1992 - Classement général de l'Étoile de Bessèges - Tour du Schynberg - Grand Prix du canton de Zurich - Trophée Matteotti - Tour de Wartenberg - Tour de Romagne - 3e du championnat de Suisse sur route - 4e du Critérium du Dauphiné libéré - 5e du Tour de Suisse - 6e du Tour de Lombardie - 1993 - Tour de Karstenberg - Tour du Piémont - 2e de la Japan Cup - 3e du Tour de Hegiberg - 9e du Tour de Suisse - 1994 - 3e étape du Tour des Asturies - 2e du Grand Prix de Lugano - 2e du Tour de Hegiberg - 2e du championnat de Suisse du contre-la-montre - 1995 - Trofeo Calvia - 1re étape du Tour de Romandie - Tour des Asturies : - Classement général - 6e étape - 3e de l'Amstel Gold Race - 3e du Tour de Wartenberg - 3e du Grand Prix Telekom (avec Claudio Chiappucci) - 3e du Mémorial Joseph Voegeli - 5e du Tour de Romandie - 5e du Tour de Suisse - 7e de la Flèche wallonne - 1996 - Tour de Berne - Grand Prix de Francfort - 2e du Grand Prix Pino Cerami - 2e du championnat de Suisse sur route - 3e du Tour de la province de Reggio de Calabre - 7e du Tour de Romandie - 10e de l'Amstel Gold Race - 1997 - Subida a Urkiola - Coppa Placci - Mémorial Joseph Voegeli (contre-la-montre) - Giro del Mendrisiotto - 2e du Tour de Wartenberg - 3e de Tirreno-Adriatico - 3e de l'Amstel Gold Race - 3e du Tour de Romandie - 3e d'À travers Lausanne - 7e de Liège-Bastogne-Liège - 7e de la Classique de Saint-Sébastien - 8e de la Flèche wallonne - 8e de la Coupe du monde - 10e du Tour de Suisse | - 1998 - Champion de Suisse du contre-la-montre - Tour d'Autriche : - Classement général - Prologue - Mémorial Joseph Voegeli (contre-la-montre) - 2e du Tour de Suisse - 6e du championnat du monde du contre-la-montre - 1999 - 2e du Tour du Haut-Var - 2e de la Classic Haribo - 2e du Tour de Romandie - 2e de Paris-Bruxelles - 3e du Tour de Murcie - 2000 - 4e du Tour de Lombardie - 2001 - Grand Prix Winterthur - 13e étape du Tour d'Espagne - 2e du Grand Prix de Lugano - 4e du Tour de Suisse - 6e du Tour de Lombardie - 10e de Liège-Bastogne-Liège - 10e du championnat du monde sur route - 2002 - 1re étape du Tour du Pays basque - 2003 - 2e étape de la Semaine catalane - 4e du Tour de Lombardie - 2004 - 2e étape de la Semaine catalane - 2e étape du Tour du Pays basque - 2005 - Coire-Arosa - 7e du Tour de Suisse - 2006 - Grand Prix du canton d'Argovie - 4e étape du Tour de Bavière - 2e du Tour de Bavière - 2007 - Champion de Suisse sur route - 1re étape du Tour de l'Ain |

## Résultats sur les grands tours

### Tour de France

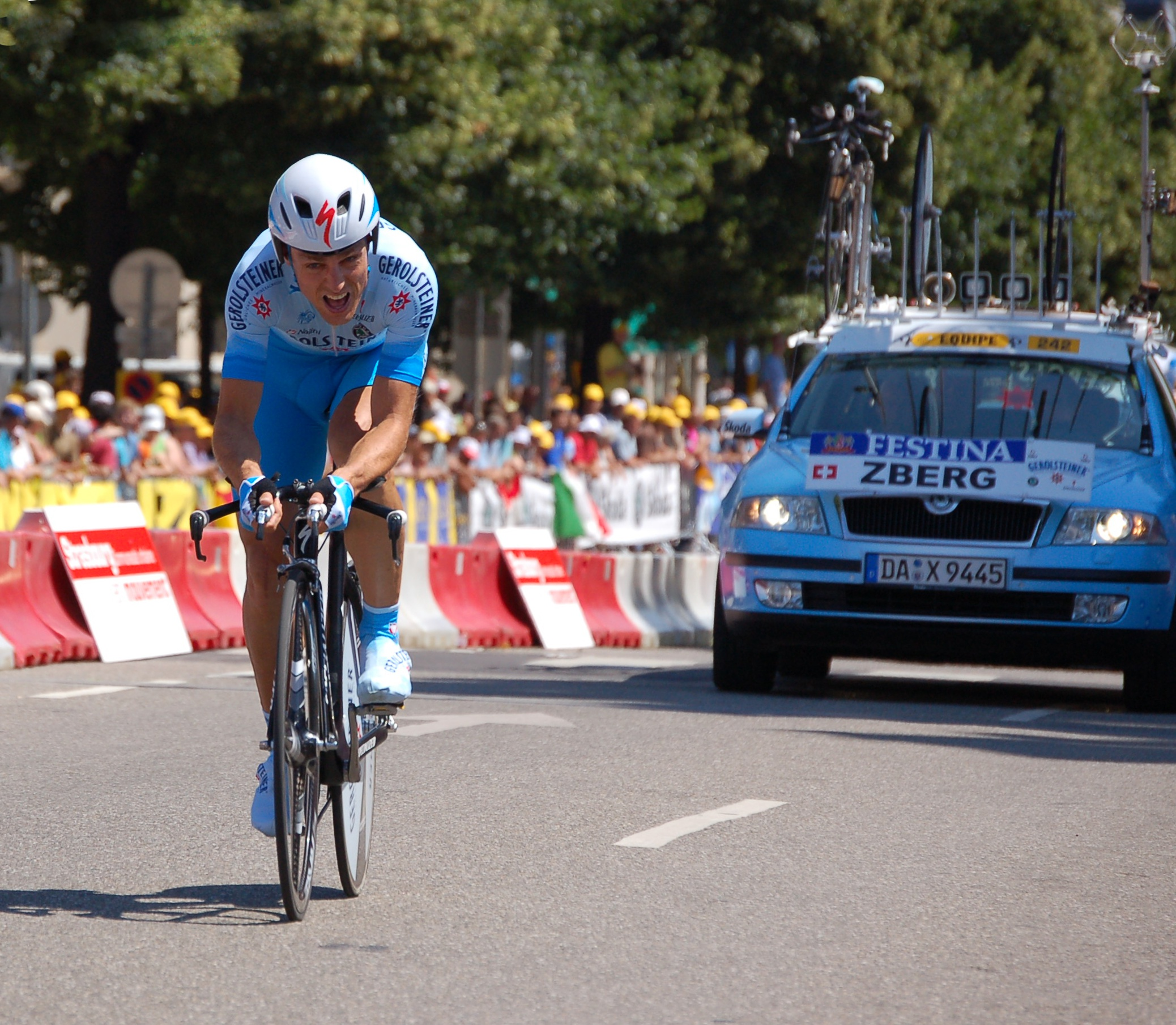
Beat Zberg lors du prologue du Tour de France 2006.

9 participations
- 1994 : 27e
- 1995 : 29e
- 1996 : abandon (6e étape)
- 1997 : 11e
- 1998 : 40e
- 1999 : 109e
- 2002 : 27e
- 2005 : 93e
- 2006 : abandon (15e étape)

### Tour d'Italie
1 participation
- 1996 : 12e

### Tour d'Espagne
2 participations
- 2001 : 31e, vainqueur de la 13e étape
- 2003 : 77e

## Classements mondiaux
| Année              | 2005 |
| ------------------ | ---- |
| Classement ProTour | 110e |

## Palmarès sur piste

### Championnats nationaux
- 1988
  -  Champion de Suisse de l'omnium juniors
- 1989
  -  Champion de Suisse de poursuite juniors
  -  Champion de Suisse de l'omnium juniors
  - 2e du championnat de Suisse de course aux points juniors
  - 3e du championnat de Suisse du kilomètre juniors
  - 3e de championnat de Suisse de vitesse juniors
- 1990
  - 2e du championnat de Suisse de poursuite
  - 3e du championnat de Suisse de course aux points